# Hartlepool
Hartlepool (wym. [ˈhɑːtlɪˌpuːl]) – miasto w Wielkiej Brytanii (Anglia), w hrabstwie Durham, w dystrykcie (unitary authority) Hartlepool, port nad Morzem Północnym. W 2021 roku liczyło 87 995 mieszkańców. Na miejscowym cmentarzu West Village Cemetery przy View Road spoczywa słynny polski kapitan żeglugi wielkiej Mamert Stankiewicz.

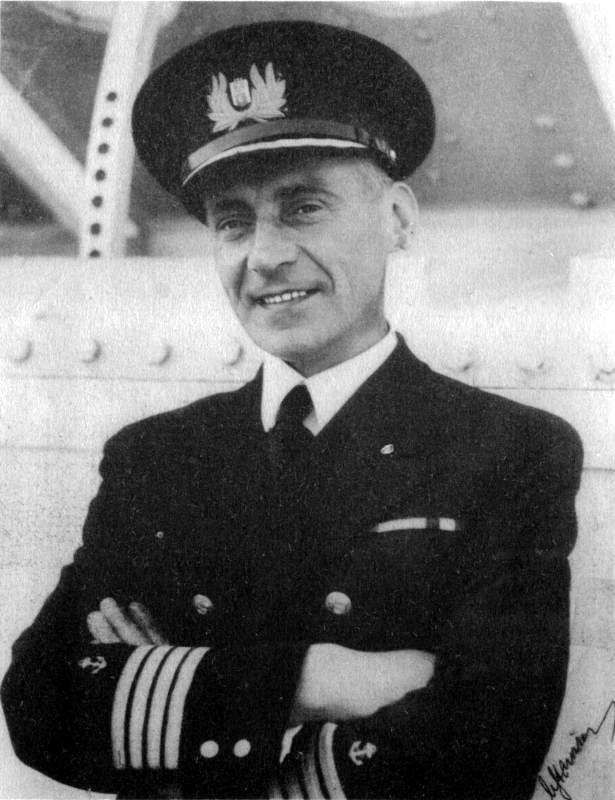
kpt ż.w
Mamert Stankiewicz
(1889–1939)

## Urodzeni w Hartlepool
- Chris Corner – współzałożyciel triphopowej grupy "Sneaker Pimps"
- Janick Gers – gitarzysta heavymetalowego zespołu Iron Maiden
- Jemma Lowe – brytyjska pływaczka

W 2010 odbył się finał regat The Tall Ships Races.

## Miasta partnerskie
- Muskegon
- Hückelhoven